# Lex Jasper
Lex Jasper (Groningen, 24 maart 1949) is een Nederlandse jazz-pianist, componist, arrangeur en dirigent. 
In de ontwikkeling van zijn spel werd hij behalve door Garner beïnvloed door beroemde Amerikanen als Oscar Peterson en Bill Evans. Hij werd vaste pianist van het VARA Dansorkest en het KRO Huisorkest, en remplacant bij het Metropole Orkest. In het jazzprogramma TROS Sesjun begeleidde hij op verzoek van presentator Cees Schrama grote Amerikaanse jazzmusici. 
Midden jaren 70 werd Jasper de vaste begeleider en muzikaal leider van cabaretier Paul van Vliet. Samen namen ze onder andere het album A Dutch Treat (1975) op. Nadien werd hij een internationaal gevraagd pianist, dirigent en arrangeur die in totaal zo'n 800 arrangementen schreef. Hij werkte naast het Metropole Orkest onder meer met de BBC Bigband, de Radio Philharmonie Hannover en de NDR Bigband in Hamburg, vaak voor tv- en radioproducties. In de jaren 1991-1993 vond een tournee plaats met het Metropole Orkest waarin het orkest Jaspers arrangementen speelde van zijn favoriete stukken uit The Great American Songbook, onder andere voor de Duitse omroep Norddeutscher Rundfunk (NDR). 
Eind jaren 70 ondernam hij tournees met Toots Thielemans en Stéphane Grappelli door onder meer Nederland, België en Italië. Er volgden concerten en cd-opnamen met Joe Pass, Herb Geller, Bobby Shew, Clark Terry, Phil Woods, James Moody, Bob Brookmeyer en John Clayton. In 1998 stond hij een week lang in Ronnie Scott's in Londen met bassist Dave Green en drummer Martin Drew. Als solist en componist bracht hij onder meer de albums Out Of My Heart (1975, met het Lex Jasper Trio), Lexpression (1986, met het Metropole Orkest), Lex Jasper Solo (1988) en Lexcursions (1994, met het Lex Jasper Trio) uit, albums die collectors' items geworden zijn.
Ook werd Jasper een begeleider van vocalisten als Cleo Laine, Ernestine Anderson, Greetje Kauffeld, Marjorie Barnes en Mark Murphy. In Koninklijk Theater Carré speelde hij in 1995 met Shirley Bassey. En dan is er de samenwerking met Europe's First Lady of Jazz Rita Reys, met wie hij in 1983 al het album Memories of You had opgenomen. Na het overlijden van Pim Jacobs vroeg Reys hem zijn vaste begeleider te worden. Honderden concerten volgden en op zijn initiatief namen ze in 1998 het album Loss of Love – Rita Reys Sings Henry Mancini op, samen met de Radio Philharmonie Hannover.
In 2001 werd Lex Jasper als gevolg van twee auto-ongelukken voor een periode van vijftien jaar uitgeschakeld. Door een whiplash was hij niet in staat lange concerten te spelen. In 2016 werd zijn comeback gevierd met een nieuwe cd met de titel Happy Days Are Here Again, opgenomen met Edwin Corzilius op contrabas en Frits Landesbergen op drums, gevolgd door de solo-cd's Make Someone Happy en I'm All Smiles. Ook volgden optredens met Marjorie Barnes, Greetje Kauffeld en het Noordpool orkest.  
Bij gelegenheid van zijn 70ste verjaardag werd Lex Jasper in maart 2019 geridderd in de Orde van Oranje-Nassau. De bijbehorende versierselen werden hem opgespeld door de burgemeester van Groningen, Peter den Oudsten, tijdens zijn verjaardagsconcert in theater De Oosterpoort in Groningen. Later dat jaar verscheen de nieuwe cd van het nieuwe Lex Jasper Trio, Notes From The Netherlands, waarop hij te horen is met Frans van Geest op contrabas en Vincent Koning op gitaar. In 2024 verscheen de cd Luister eens met Mirjam van Dam.

## Composities (selectie)
- Niets dan een lied
- Mannen in de nacht
- Wizzard's dream
- Terrasje in de zon
- Nog altijd
- This dream is mine
- Togetherness
- In Oostende gaan de lichten aan
- Song for Annet